# Prenolepis emmae
Prenolepis emmae är en myrart som beskrevs av Auguste-Henri Forel 1894. Prenolepis emmae ingår i släktet Prenolepis och familjen myror. Inga underarter finns listade i Catalogue of Life.